# João Chagas

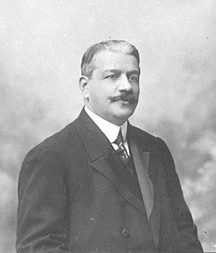
João Chagas

João Pinheiro Chagas (Rio de Janeiro (Brazilië), 1 september 1863 – Estoril (Portugal), 28 mei 1925) was een Portugees journalist en politicus voor de Portugese Republikeinse Partij in de eindfase van de Portugese monarchie en het begin van de Eerste Portugese Republiek. In 1911 was hij voor twee maanden premier van Portugal.

## Levensloop
Als kind van Portugese ouders werd Chagas geboren in het Braziliaanse Rio de Janeiro. Korte tijd na zijn geboorte keerde zijn familie terug naar Portugal.
Vanaf 1887 was er tussen Portugal en het Verenigd Koninkrijk een conflict over tegenstrijdige koloniale aanspraken in het zuiden van Afrika. Op het hoogtepunt van deze crisis, moest de Portugese regering in 1890 na een Brits ultimatum alle aanspraken laten vallen. Dit liet zien hoe zwak Portugal was onder de regering van de Portugese monarchie en dit maakte Chargas een republikein. Hij trad kort nadien toe tot de Republikeinse Partij.
Tijdens de monarchie werkte Chargas voornamelijk als journalist en schreef artikels voor de kranten O Primeiro de Janeiro, Tempo, Correio da Manhã en O Dia. Later richtte hij ook de krant República Portuguesa op en werd hij de uitgever van de krant O País.
Tussen 1906 en 1908 werden de republikeinen tijdens de regering van João Franco tamelijk scherp vervolgd. Dit zorgde ervoor dat hij een groot tegenstander werd van diens autoritair beleid. Vervolgens werd hij verbannen naar Angola, maar slaagde erin om naar zijn geboorteland Brazilië te vluchten.
Nadat op 5 oktober 1910 de monarchie werd afgeschaft en de republiek werd uitgeroepen, werd hij benoemd tot gezant aan de ambassade van Portugal in Parijs. Na de val van de monarchie had een voorlopige regering onder leiding van Teófilo Braga de macht overgenomen. Braga vervulde zowel de functies van premier als van president en organiseerde verkiezingen voor de Grondwetgevende Vergadering. Dit parlement was bevoegd om een republikeinse grondwet op te stellen en in 1911 was deze grondwet klaar. De grondwet voorzag een tweekamerparlement met een parlementaire regering en een door het parlement verkozen president. Dit betekende het einde van de regering van Teófilo Braga. Op 4 september 1911 werd Chagas de nieuwe premier van Portugal en leidde daarmee de eerste grondwetmatige regering van de Eerste Portugese Republiek. Op 13 november van hetzelfde jaar trad hij echter af als eerste minister. Op 17 mei 1915 werd er hem opnieuw gevraagd om premier te worden, maar weigerde dit. Vervolgens was hij tot aan zijn pensioen actief als diplomaat.
- Biblioteca Nacional de España: XX1243213
- Bibliothèque nationale de France: cb120743418 (data)
- Gemeinsame Normdatei: 136198341
- International Standard Name Identifier: 0000 0000 8145 6974
- Library of Congress Control Number: n87927766
- Nederlandse Thesaurus van Auteursnamen: 105382086
- Système universitaire de documentation: 067049370
- Virtual International Authority File: 31147266803935481727
- WorldCat: E39PBJj8RXXJM47C38gjKqp773